# Olcsvaapáti
Olcsvaapáti is een plaats (község) en gemeente in het Hongaarse comitaat Szabolcs-Szatmár-Bereg. Olcsvaapáti telt 335 inwoners (2001).